# Annette Laming-Emperaire
Annette Laming-Emperaire (* 22. Oktober 1917 in Petrograd; † Mai 1977 in Curitiba, Brasilien) war eine französische Archäologin.

## Leben
In Petrograd als Tochter französischer Diplomaten geboren, kam sie 15 Tage vor der Einnahme Moskaus durch die Bolschewiki mit ihren Eltern nach Frankreich. Annette Laming studierte bis zum Beginn des Zweiten Weltkriegs Philosophie in Paris. Sie arbeitete als Lehrerin und wurde Teil der Résistance.  Nach dem Krieg studierte sie Archäologie am Centre national de la recherche scientifique und spezialisierte sich auf Höhlenkunst. Ihre Doktorarbeit aus dem Jahr 1962, die sie unter der Leitung von André Leroi-Gourhan schrieb, trägt den Titel La signification de l’art rupestre paléolithique. Darin verwarf sie die allzu kreativen Theorien der bisherigen Forschung ihrer Vorgänger und mit ihnen die romantischen Vorstellungen über den „primitiven Verstand“ der Ersteller. Die strukturalistische Methodik von Laming-Emperaire wird immer noch angewandt, wobei sie durch die Digitalisierung erheblich erleichtert wurde. Sie beinhaltet die Erstellung von detaillierten Verzeichnissen und Diagrammen über die Art und Weise, wie die Arten an den Höhlenwänden gruppiert sind, über ihr Geschlecht, ihre Häufigkeit und ihre Position sowie über ihre Beziehung zu den Zeichen und Handabdrücken, die oft in ihrer Nähe erscheinen. In ihrer Doktorarbeit wies sie den elaborierten Charakter der paläolithischen Höhlenmalereien nach und belegte durch die Analyse der Assoziationen von Tierfiguren erstmals die Existenz eines männlich-weiblichen Dualismus.
Sie heiratete einen anderen Archäologen, José Emperaire, einen Schüler von Paul Rivet, der glaubte, dass die Menschen von Südasien nach Südamerika gekommen waren, bevor sie Nordamerika erreichten, und sie begannen, in Brasilien, Argentinien und Chile zu graben, um nach Anzeichen für eine frühe menschliche Besiedlung zu suchen. Joseph Emperaire starb bereits 1958, als die Wand einer Ausgrabung auf ihn einstürzte.

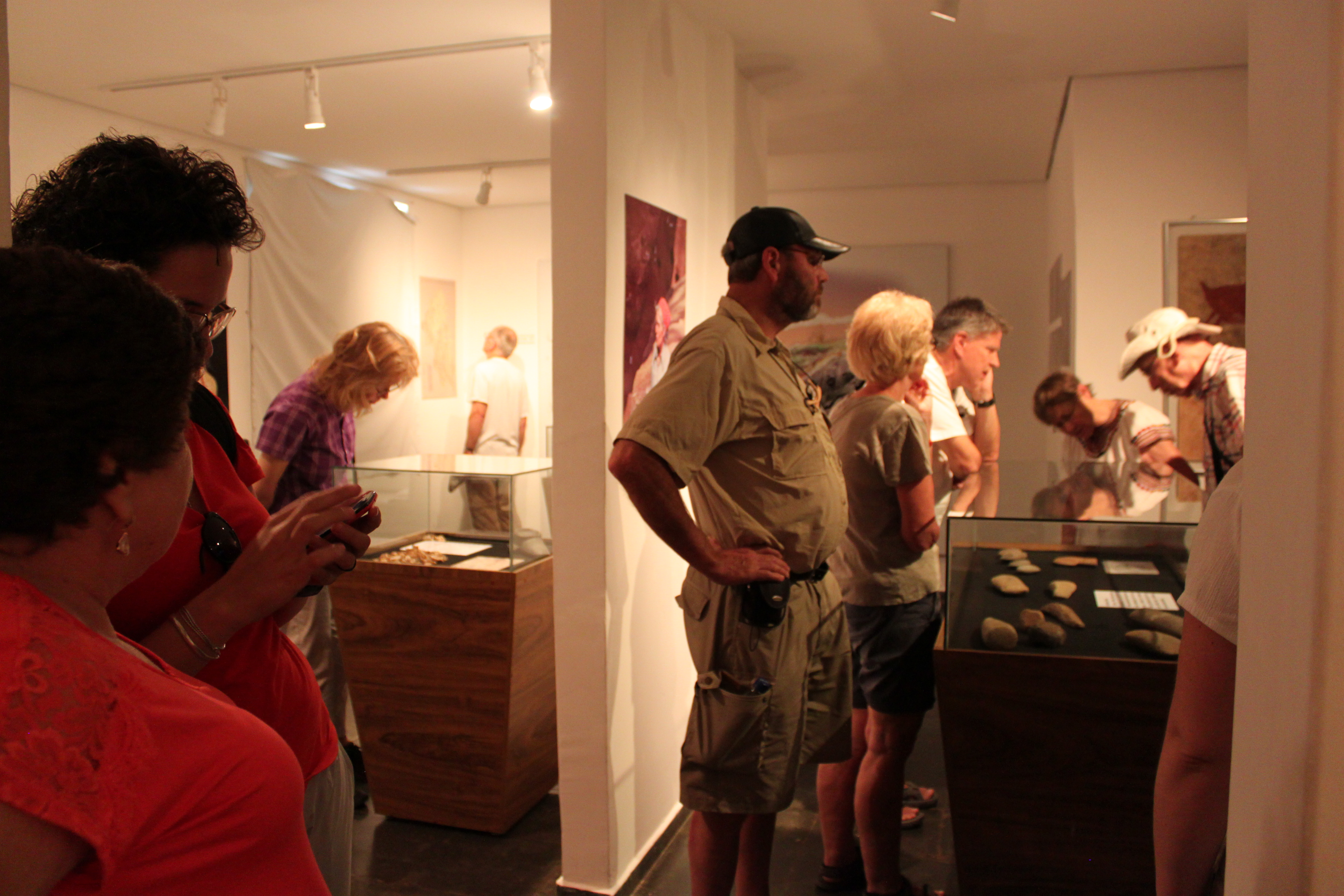
Ausstellungsraum des Centro de Arqueologia Annette Laming Emperaire in Lagoa Santa, 2014

In den 1970er Jahren kehrte Laming-Emperaire mit einer französisch-brasilianischen Expedition unter der Schirmherrschaft der UNESCO nach Brasilien zurück und wählte sechs Fundstellen in der Gegend von Lagoa Santa aus, wo der dänische Paläontologe Peter Wilhelm Lund ein Jahrhundert zuvor gegraben hatte. An der Fundstelle Lapa Vermelha IV fand sie einen Felsunterschlupf, in dem sie 1974–1975 den größten Teil der Fettknochen des Lapa Vermelha IV Hominiden 1 entdeckte, des ältesten menschlichen Fossils in Brasilien, das etwa 11.000 bis 15.000 Jahre alt ist. Der Schädel erhielt den Spitznamen „Luzia“.
Kurz darauf kam Annette Laming-Emperaire auf tragische Weise ums Leben. Sie machte Urlaub im brasilianischen Bundesstaat Paraná und erstickte in ihrer Dusche an einem defekten Gasheizkörper. Nach ihrem Tod wurden die Arbeiten an der Fundstelle eingestellt, bis ihr Assistent Andre Prous 1979 nach Lapa Vermelha IV zurückkehrte, um das Projekt zu übernehmen. In einem Nachruf schrieb ihre Kollegin Danièle Lavallée, dass sie „einer der besten und fruchtbarsten Köpfe der französischen prähistorischen Forschung“ (un des esprits les plus riches et les plus féconds de la recherche préhistorique française) gewesen sei.
Die Funde und Ergebnisse aller Forschungskampagnen in der Region Lagoa Santa, zu der neben Lagoa Santa und Pedro Leopoldo auch die Gemeinden Matozinhos, Capim Branco, Vespasiano, Confins, Funilândia und Prudente de Morais gehören, sind im 1983 gegründeten Centro de Arqueologia Annette Laming Emperaire (CAALE) angesiedelt.

## Veröffentlichungen
Die von Laming-Emperaire verfassten wissenschaftlichen Beiträge sind in einer Bibliografie der Société des Américanistes zusammengestellt.